# Miskolci kőedénygyárak

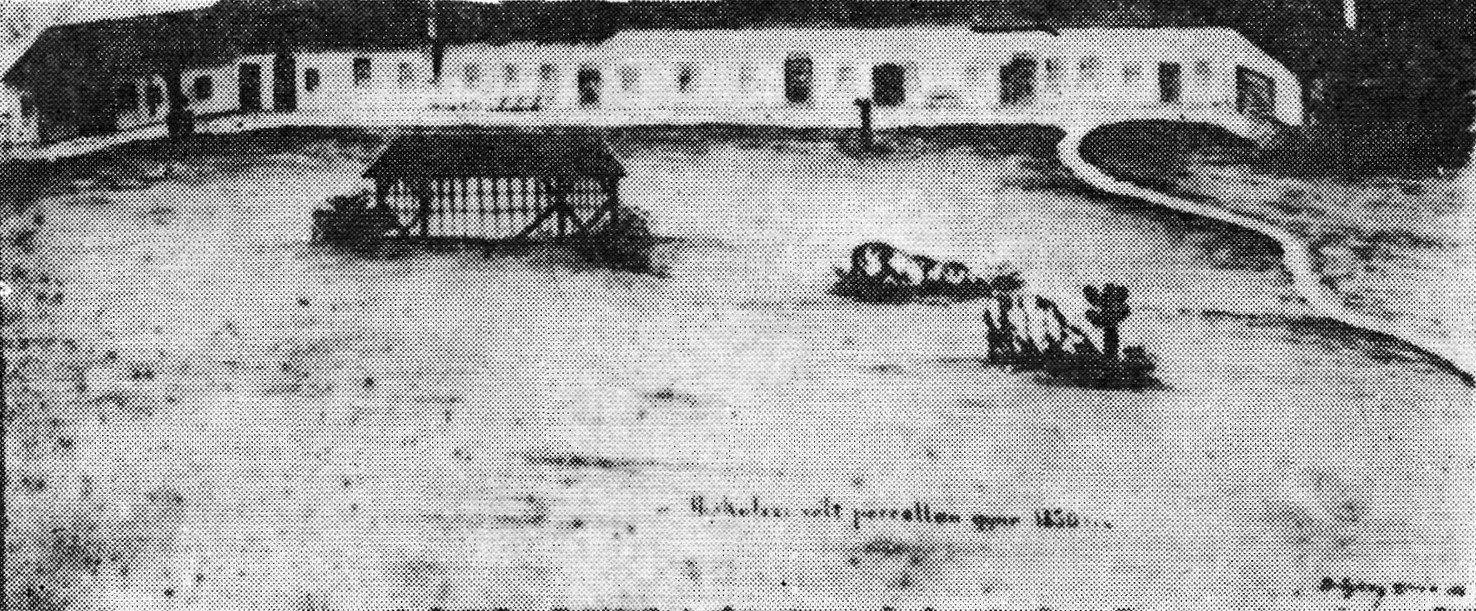
Az első Miskolczi Porczellán és Kőedény Gyár

Az első miskolci kőedénygyárak a 19. században jöttek létre, szoros összefüggésben az ipar kapitalista típusú kialakulásával, fejlődésével. A „Butykay-féle” néven emlegetett Miskolczi Porczellán és Kőedény Gyárat 1832-ben alapították a mai Győri kapuban, az alapítók Butykay József és Biszterszky Imre voltak. Mint a kőedénygyárak többsége, ez is megpróbálkozott porcelángyártással is, és 1837–38-ban több szép porcelántermékkel jelent meg a piacon, de a fő profil a keménycserepek gyártása volt. Butykay József az üzem fennállása alatt folyamatosan tőkehiánnyal küzdött, végül 1843 tavaszán beszüntette az üzem működését. A második gyár Mildner Alajos Ferenc és felesége, Gräfl Franciska Szerafina tulajdonlásával jött létre, az előző gyár telephelyén és épületeiben. A korabeli híradások szerint a kőedények mellett itt is állítottak elő jó minőségű porcelánt. 1862-ben tűz ütött ki a gyárban, s noha a pusztítás nem volt nagy mértékű, Mildner egy év múlva bezárta kőedénygyára kapuit, a berendezéseit eladta. A telket és az épületeket értékesítette, a városi szegényápolda kapta meg 1867-ben. Miskolc harmadik kőedénygyára az előzőektől függetlenül jött létre, Koós Miksa porcelánfestödéjéből nőtt ki a Zsolcai kapuban, és 1884-ben kezdte meg működését. Az időközben részvénytársasággá alakult vállalkozás azonban az importáruk miatt értékesítési nehézségekkel küzdött, és 1901-ben bezárt. A teljességhez hozzátartozik, hogy a városban a 20. század elején is alakult egy újabb kőedénygyár, ezt a Miskolci Gőztéglagyár hozta létre hejőcsabai telephelyén. A gyártás egy évtizedig folyt az üzemben, majd 1929-ben ez is megszűnt. 
A kőedény vagy keménycserép gyártása Angliából terjedt el Európában a 18. század második felében. Magyarországon az első kőedénygyár Holicson (1779), majd Telkibányán (1827–28) jött létre. A kőedény nem tévesztendő össze a fazekasárukkal és a fajansszal, mivel ennek alapanyaga fehérre égethető agyag, amelyhez kvarcot, földpátot és/vagy mészpátot kevernek, és előállítása jelentős mértékben hasonlít a porcelángyártás technológiájához. A kőedénygyártáshoz szükséges alapanyagokat malmokban finomra őrlik, és híg, pépes állapotban keverik össze a kívánt arányban. A terméket ezután vagy gipszformába öntéssel vagy préseléssel állítják elő, majd szárítás után kiégetik. Az esetleges festést ezt követően végzik el, és a terméket fedőmázzal együtt ismét kiégetik.

## A kőedénygyártás technológiája
A kerámiafajtákat általában négy csoportra osztják: fazekasáru vagy cserép, fajansz vagy majolika, kőedény vagy keménycserép, porcelán (az utóbbit néha nem a kerámiákhoz sorolják). A különbség köztük a felhasználásra kerülő alapanyagokban és az előállítás technológiájában van.
A kőedény vagy keménycserép gyártását Josiah Wedgwood (1730–1795) angol keramikus találta fel 1768-ban. Az eljárás gyorsan elterjedt Európában, és a 19. század elején eljutott Magyarországra is. A kőedény előállítása nagy mértékben hasonlít a porcelán gyártásához, ezért a kőedények gyártására alapított üzemek szinte mindig megpróbálkoztak porcelán előállításával is. Magyarországon a termék megnevezésére a kőedény és a keménycserép kifejezést használják, a magyar gyakorlatban ezek egymás szinonimái (németül Steingut, franciául Faiance fin, angolul Flintware). A kőedény vagy keménycserép elnevezéssel kapcsolatban azonban több probléma is felmerül. A kőedény névvel az a gond, hogy a termék egyrészt nem kőből készül, másrészt az eljárással nem csak edényféleségeket állítanak elő, hanem figurális darabokat (szobrocskákat, más műipari termékeket) is. Wartha Vince kémikus, műegyetemi tanár ezért a keménycserép kifejezés használatát javasolta. Ez a szó sem tökéletes azonban, mert bár a szóösszetétel első tagja rávilágít a kerámiatermék lényegére (hogy tudniillik keményebb a többi kerámiaféleségtől), a második tag, a cserép szó azonban az összetört, rossz kerámiaárut idézheti.
A kőedény alapanyaga olyan fehérre égethető agyag, amelyhez kvarcot, földpátot és mészpátot kevernek. Ennek megfelelően kétféle kőedényt különböztetnek meg: a kemény (földpátos) és a puha (mészpátos) típust. A mészpát fokozza az anyag olvadékonyságát és világosabbá teszi az edénytestet. A massza a nyersanyagkeverék megnevezése, két vagy több (soványabb és kövérebb) agyag és soványítóanyagok keverékéből áll. A földpátos massza általában sötét színű, a mészpátosé többnyire fehér vagy sárgásfehér. Az agyagmasszát porcelán- és kőedénygyártáshoz mindig nedves eljárással állítják elő. Az alapanyagokat külön malmokban finomra őrlik, és híg, pépes állapotban keverik össze a kívánt arányban. A kövér agyagot mechanikus keverővel ellátott kádakban, vízzel keverve iszappá alakítják, míg a sovány agyagokból és soványító anyagokból nedves dobmalmokban való őrléssel készítenek iszapot. A keménycserép termékek alakját vagy gipszformába öntéssel, vagy mintába préseléssel adják meg, és rajtuk mindig átlátszó, bóraxos vagy ólomtartalmú mázat alkalmaznak. A kialakított tárgyakat égetés előtt alaposan és gondosan kiszárítják. A kőedények esetén – ha festett mintákkal díszítik – mindig máz alatti festést alkalmaznak, ami azt jelenti, hogy a nyers edényt 1000–1200 °C-on kiégetik, erre a felületre kerül a festés, majd 970–1050 °C-on, a fedőmázzal együtt másodszor is kiégetik. A kemény kőedényeket általában szín nélkül készítik, a díszítést plasztikus mintákkal biztosítják, amit alkalmanként színes oxiddal zöldre vagy kékre kontúroznak. Az égetésre változatos működésű, alakú és nagyságú kemencetípusokat használnak.

## A miskolci kőedénygyártás létrejötte
A magyarországi porcelán- és kőedénygyártás létrejötte szoros összefüggésben van az iparfejlődéssel, a kapitalista termelési mód kialakulásával, míg a fazekasipar jellemzően a magángyártás vagy később a céhes rendszer keretében fejlődött. Az akkoriban gyakori tőkehiány és a finanszírozási nehézségek miatt – több más iparághoz hasonlóan – az üzemek nagy része viszonylag rövid idő után megszűnt, alig akadt pár, amely túlélte volna a 20. századot. Magyarországon az első kőedénygyárat Holicson alapították 1779-ben, az első porcelán- és kőedénygyárat Telkibányán hozták létre az 1820-as évek végén. A gyár eleinte a „Regécz” jelzést alkalmazta a termékein, mert Regécről kapta az uradalom a nevét, amelynek egyik faluja Telkibánya volt. A porcelán- és kőedénygyárat Bretzenheim Ferdinánd herceg, a regéci uradalom tulajdonosa alapította, és a termelés 1829 körül indult be. Gyártottak porcelánt és keménycserepet is.
A miskolci kerámiagyártás hagyományai évszázadokra nyúlnak vissza, Miskolcon, Diósgyőrben és a környéken a középkor elejétől működtek fazekasok. A kőedénygyártás a 19. században honosodott meg a városban, ez azonban nem a hagyományos fazekasságból fejlődött ki, mivel egyrészt más technológiát, másrészt más alapanyagokat követel meg. A fazekasok egyféle vörösagyagot használnak és jellemzően korongozással dolgozzák fel az alapanyag masszát, ezzel szemben a kőedény gyártásához keverékanyagot alkalmaznak, amit híg pépes állapotban kevernek ki és használnak fel. Miskolcon a kőedénygyártás céljára a 19.században három gyárat is alapítottak, ám ezek nem egy időben működtek, gyakorlatilag egymást váltották. Az első a Butykai József és Biszterszky Imre által alapított üzem volt, amit a Mildner Alajos-féle követett (ugyanazon a telephelyen), végül 1885-től Koós István működtetett (fajansz)gyárat a Zsolcai kapuban. Ezen kívül még bizonyos Mindégh József gyáráról is van bizonytalan hír 1863-ból, de ez az üzem vagy nem is jött létre, vagy csak nagyon rövid ideig működött. A rendelkezésre álló adatok szerint a Butykay- és a Mildner-féle gyár ugyanaz volt, és az is feltehető, hogy Mindégh is itt próbálta megnyitni az üzemét. A 20. században a Miskolci Gőztéglagyár nyitott keménycserépgyárat, ami tíz évig működött.
A miskolci kőedénygyárak az ország hasonló üzemei között fontos szerepet játszottak, már csak azért is, mert viszonylag korai alapításúak voltak, másrészt pedig mert jelentős területeket láttak el munkáikkal. A gyárakban előállított termékek nem voltak kiemelkedő minőségűek, de gyengébbek sem más üzemek edényeitől. Az első, „Butykay-féle” kőedénygyár termékeinek jellegzetessége volt a „szép szöllő- és petrezselyemlevél díszítés”, amit számos tálon alkalmaztak plasztikus formában. A következő, Mildner-féle üzem szintén használta a szőlőleveles díszítést, de csak festett formában, másrészt a gyár termékeire inkább az altwien stílus volt a jellemző. A Koós-féle gyár díszítései a népies stílus irányába mozdultak el, miként a 20. századi gyár is főleg népies jellegű cserepeket gyártott.

### Az első kőedénygyár

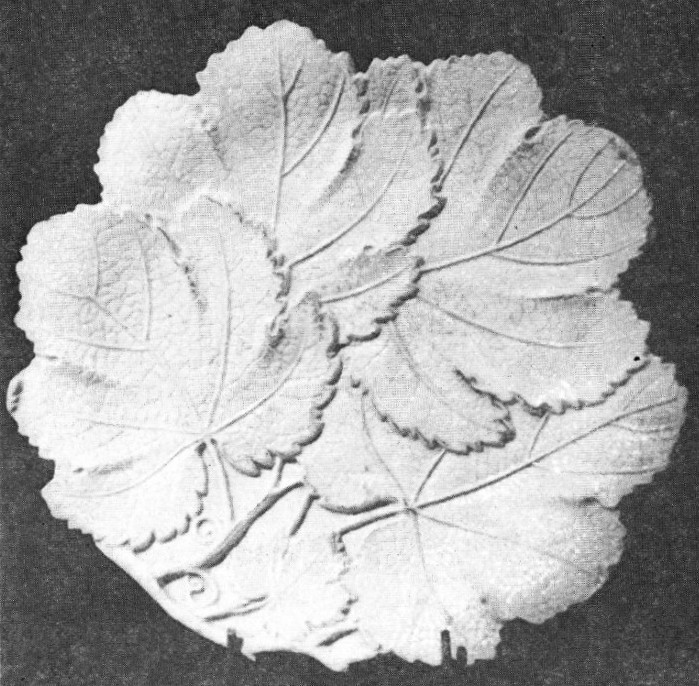
Kőedény tál, 1846

Az első miskolci kőedénygyárat 1832-ben alapították, legalábbis ebből az évből származik a területre vonatkozó adásvételi szerződés. A Jelenkor című folyóiratban 1832-ben megjelent híradás szerint a miskolci gyárban „már őrlik a masszát s a már kész minták reményt nyújtanak a mielőbb készülendő edény csinossága és tartósságáról”. Korábban alapítási dátumnak 1833-ot fogadtak el, mert ekkor jelent meg a Honművész híradása: „Miskolczon Buttykay és Biszterszky urak cserép és porczellán edényfabrikát állitának, mellynek készítményeit különös szépségüeknek, s jóságuaknak mondják”. Ezen felül van még egy bizonytalan forrás is, amely 1929-re teszi az alapítást. Tény, hogy az első miskolci kőedénygyárat Butykay József és Biszterszky Imre alapította, bár utóbbinak csak a gyár alapításában volt szerepe, az üzemvitelben egyáltalán nem volt jelen. Biszterszkynak fűszer- és vegyeskereskedése volt, jó üzleti érzékkel megáldott vállalkozó, és az iparfejlesztés pártolójaként volt ismert. Már az 1820-as évek közepén Miskolcon volt, de csak 1828-tól szerepelt a városi közéletben, és az 1830-as évek elején kapcsolódott Butykaihoz, s talán – a miskolci Casino Társaság tagjaként – kezdeményező szerepet is játszott a keménycserép gyár létrejöttében. A gyárat minden további forrás Butykay tulajdonaként említi, aki Abaújszántóról került Miskolcra, apja városi főfiskális volt. Butykay József Miskolcon lakott, bár a család kúriája Tiszakesziben volt. 1822-ben üzlete volt Miskolcon, és Hackenberger Sámuellel voltak társak. 1820-ban feleségül vette Szalay Antal miskolci főbíró lányát, Erzsébetet. Jelentős kereskedelmi tevékenységet folytatott, már az 1820-as évek közepétől bécsi kereskedőkkel is kapcsolatban állt.
Butykay 1831-ben társult Biszterszkyvel, és 1831. április 13-án született meg az az adásvételi szerződés, ami szerint 320 pengőforintért megvették a diósgyőri koronauradalomtól a gyár számára kiszemelt telket és a Szinván lévő malmot. A gyár nagyjából a mai Győri kapu, a Thököly Imre utca és a Szinva által közrezárt területen helyezkedett el. Butykay József a kőedénygyártáshoz nem értett, ezért a porcelán- és kőedénygyártás technológiájában jártas szakembert kellett alkalmaznia üzemvezetőként. Az első ilyen szakember Schnir (Schir) András volt, akit 1833-ban mint „porczellanae confector”-t említenek. A Jelenkor 1832. május 2-ai híradása szerint a miskolci gyár négy kemencével működött, s mint ilyen, az ország legnagyobb kőedénygyárai közé tartozott. A gyár működését már a kezdetektől befolyásolta Butykay vagyoni helyzete, aki folyamatos anyagi és finanszírozási problémákkal küzdött. Hamarosan megjelentek az első erre utaló újsághírek is, és 1836-ban már annyi keresetet indítottak ellene, hogy a nádor elrendelte teljes vagyonának (5685 forint és 7 krajcár vagyon, és 874 forint 23 krajcár készpénz) zárolását. Ennek ellenére a „Porczellán és Kőedény Gyár” egy ideig tovább üzemelt, és általában 8–10 szakembert foglalkoztatott. Érdekesség, hogy ismert a gyárban 1833 és 1848 között dolgozó 33 munkás neve és beosztása (például így: Joannes Tormásy, figulus porczellanae, porcz. fabrikás, vagy Fetter (Fotter) József, fő-portzellános stb.). Az anyagi gondok azonban lassan mégis hatással voltak a termelésre, 1843-ban például hat munkás hivatalos formában kérte elmaradt pénzeik kifizetését. Végül a gyárat 1844-ben meghirdették árverezésre, ami ugyan sikertelen volt, de a pesti Iparegyesület közreműködésével részvénytársasági alapon megpróbálták újjászervezni. Azonban ez sem volt sikeres, mert később ismét egyezkedésre került sor a gyár tulajdonát illetően. Butykay József anyagi gondjait Götz és Bähr pesti kereskedők támogatásával sikerült megoldani, és a nádor feloldotta a vagyoni zárlatot. Amikor azonban Götz és Bähr is csődbe került 1841 novemberében, magukkal rántották Butykayt is. A gyár működése akadozott, végül 1843 tavaszán leállt, a munkások szétszéledtek.

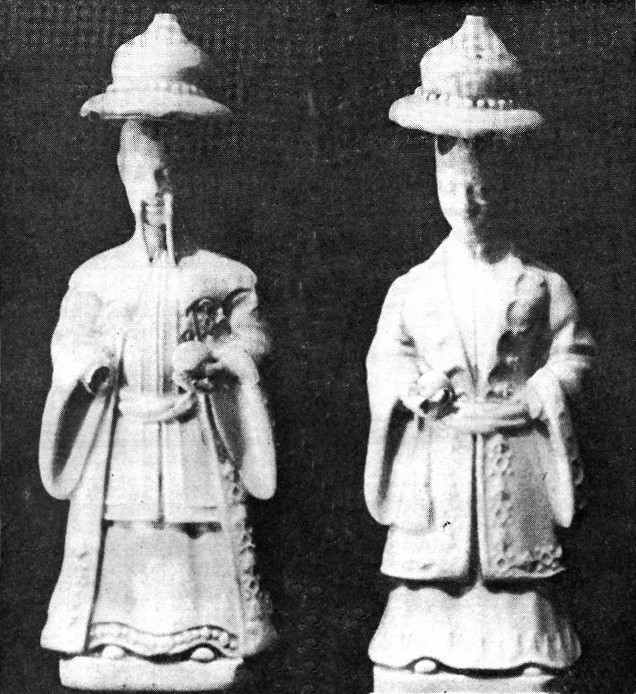
Porcelán figurák, 1838 (Herman Ottó Múzeum)

A gyárban már a kezdetektől foglalkoztak porcelángyártással – erre utal a neve is (Miskolczi Porczellán és Kőedény Gyár) –, bár évekig csak kísérleti jelleggel. Erre utal az is, hogy a gyár munkásai esetében sokszor jelöltek porcelánnal kapcsolatos foglalkozásneveket már 1833-ban is. Butykay József 1836-tól 1841-ig nagyjából 40 ezer forintot invesztált a gyár fejlesztésébe, porcelángyártásra alkalmassá tételére. 1838-ban Telkibányáról érkezett a miskolci gyárba Hüttner József és Heiszl Antal (valószínűleg más munkásokkal együtt), akik jól ismerték a porcelángyártás technológiáját, és az ő működésükkel hozhatók összefüggésbe az első miskolci porcelántárgyak. Az edénygyárba a legjobb anyagot Szerencsről hozták, amely szép fehér és állítólag kaolin volt, ezen kívül még Tapolcáról szállítottak jó minőségű agyagot. A formákhoz többnyire cseh gipszet használtak. A porcelán mellett a fő profil továbbra is a kőedénygyártás maradt.
Az első kereskedelmi forgalomba került porcelántárgyak 1838-ban készültek, ilyen dátummal került elő egy kínai alakokkal díszített porcelántál „Miskolcz 1838” felirattal, amely az Iparművészeti Múzeum gyűjteményében található meg. Ugyanilyen dátummal ismert két, mintegy 17 centiméter magasságú, kínai alakot formázó porcelán szobrocska, a Herman Ottó Múzeum tulajdona. Belül üregesek, a kalapjuk a dugó, és valamilyen folyadékot vagy sót tartottak benne. Elképzelhető, hogy a mintázást külföldi mester készítette, vagy eredeti kínai porcelánokat mintáztak le. Mázatlan aljukban a „Miskolcz 838” felirat olvasható. Porcelánból vagy keménycserépből készült az az 1839-es jelzésű asztaldísz (vagy egy lámpa alsó része), amely négy gazdagon profilált lábon álló négyszögletes alapból, és rajta ívesen öblösödő felső részből áll. Az Iparművészeti Múzeum gyűjteményébe tartozik, festés nélküli, körülbelül 15 centiméter magasságú. Az alapba a „BUTYKAY” és a „MISKOLCZ” jel van benyomva. A különböző múzeumokban ezeken kívül sok miskolci kőedény darab található, és ezekből megállapítható, hogy a tárgyak kialakítása, mívessége felkészült porcelános szakemberek munkáját bizonyítják. A kőedények között jellegzetesek a szőlő- és más levelekkel mintázott, sokszor kacsos, indás díszítéssel nyomott mintás tálak, a patikaedények és más használati és dísztárgyak. A gyárban gyakran változtatták a termékek jelzésére szolgáló jegyeket, ezért ezek jól használhatók a kronológia meghatározására. A legkorábbi edényeken például a „Butykay Miskolczon” felirat olvasható, később a különböző kalligráfiájú „MISKOLCZ” feliratú jegyeket alkalmazták.
A miskolci kereskedők között Furman B. Ferdinánd árult külföldi kerámiatermékeket, de 1843-tól már a miskolci gyár termékeit is kínálta, ő volt a miskolci kőedények kizárólagos értékesítője. Egyik újsághirdetésében az jelentette meg, hogy „az égetés folytattatván, a' legújabb gyártás a' legfeszültebb várakozásnak is megfelel, 's belőle nagy mennyiségben mindég található a' raktárban gyári áron”. Később – választékbővítési céllal telkibányai és murányi edényeket is tartott kínálatában. A következő kereskedő, aki a miskolci gyár termékeit árulta, Suján Alajos volt. Újsághirdetésekben közölte, hogy kaphatók nála a gyár termékei, amelyek „…jóságok, úgy csínosságuk tekintetéből nemcsak a gyár virágzó idejebeli, közkedvességű gyártmányaival, de a vidékünkben jelenleg illy nemű gyárak műveivel is méltán versenyezhetnek, legjutányosabb áron”.

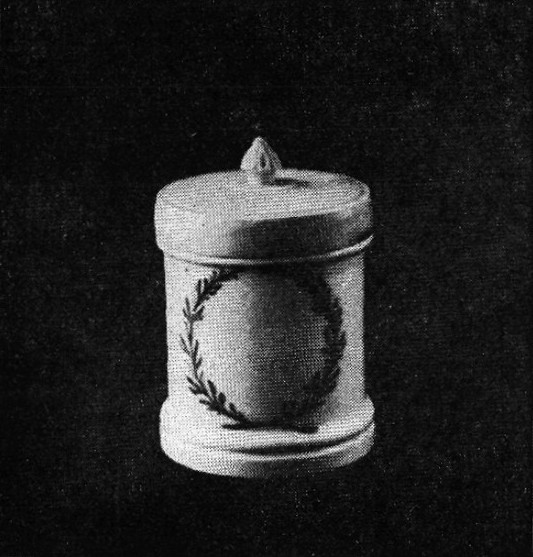
Kőedény patikaedény, 1833-40 (Herman Ottó Múzeum)
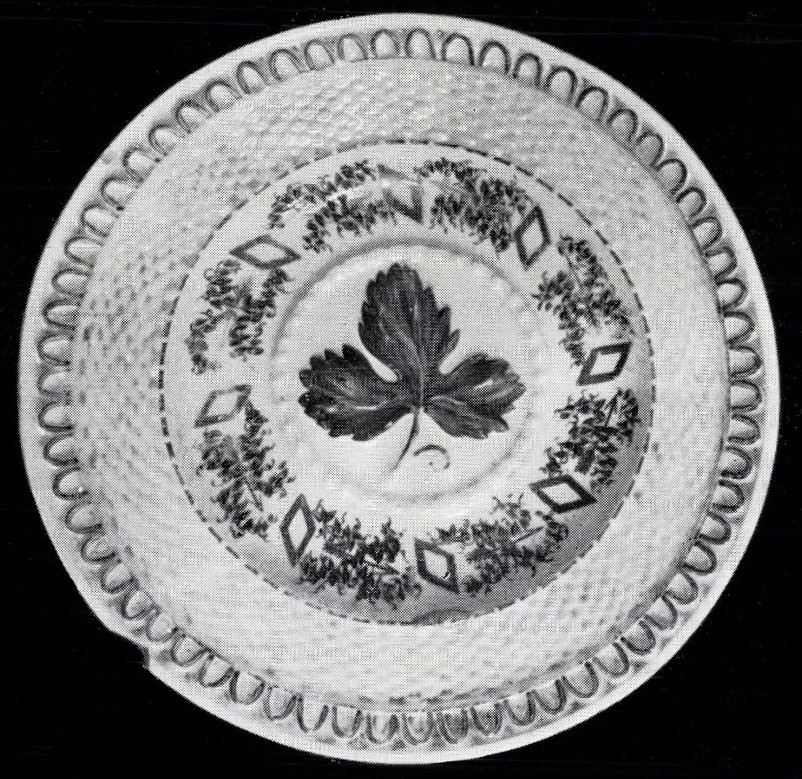
Porcelán (kőedény?) tál, 1838–40 (Iparművészeti Múzeum)
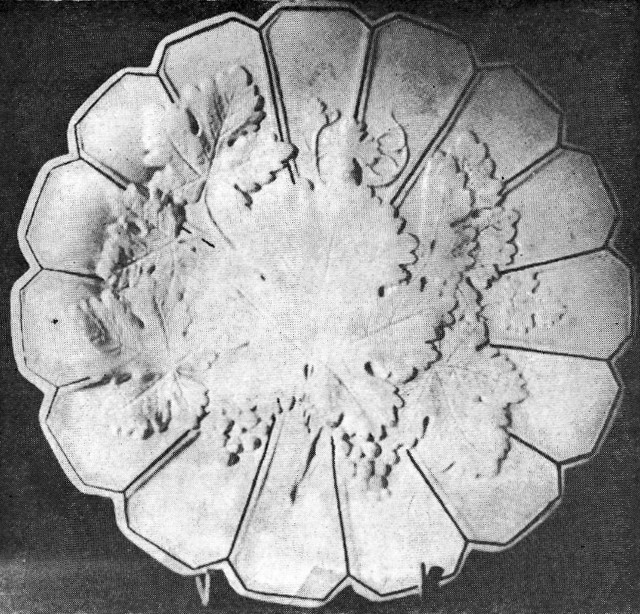
Kőedény tál, 1838 (Iparművészeti Múzeum)
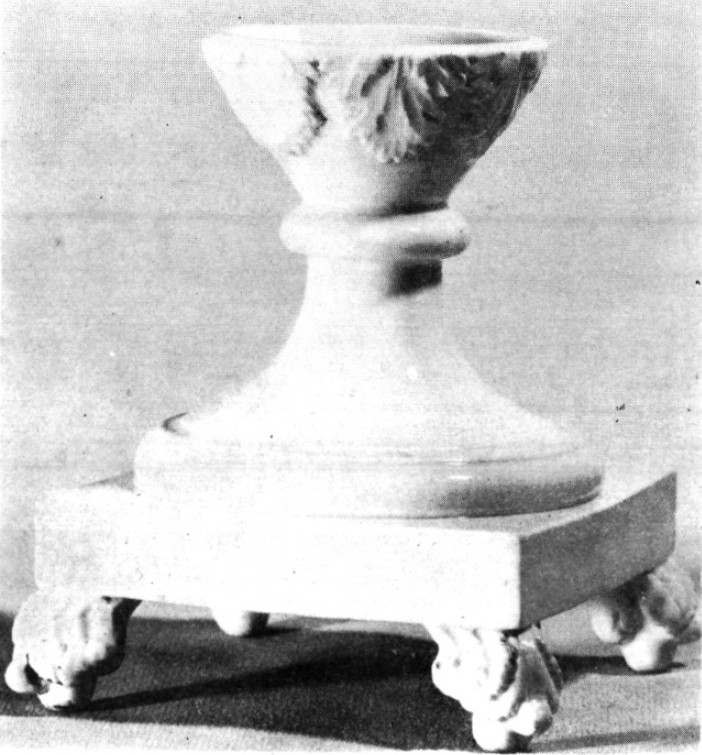
Kőedény asztali dísz, 1839  (Herman Ottó Múzeum)
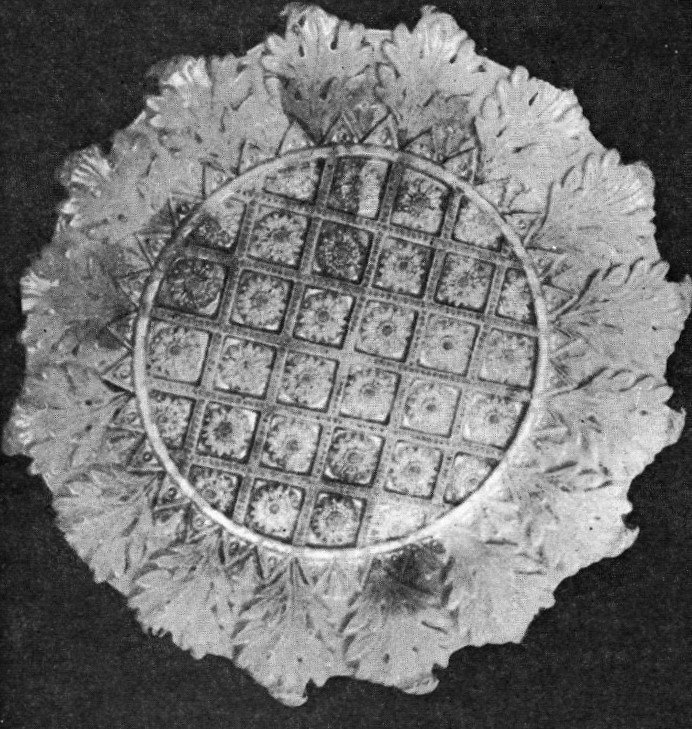
Kőedény tál, 1840 (Herman Ottó Múzeum)
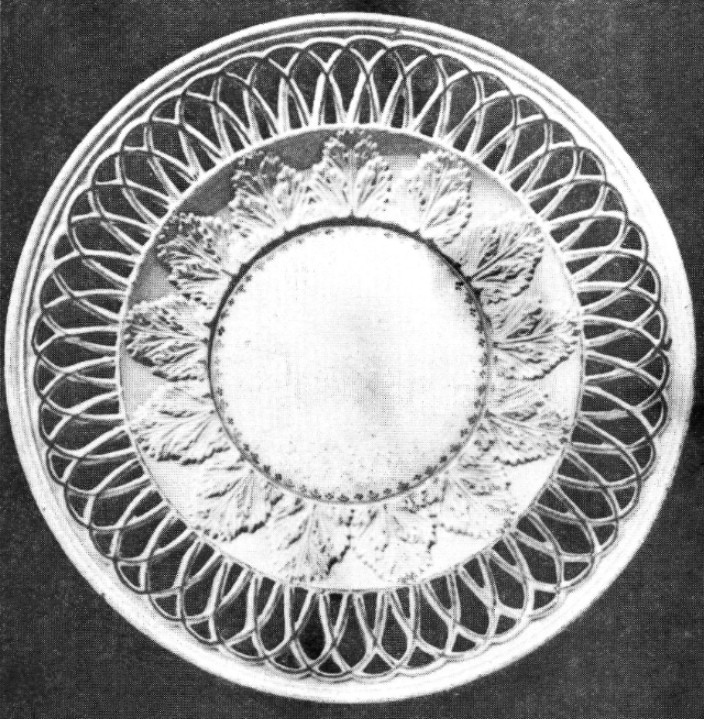
Áttört kőedény tál, 1844-46 (Iparművészeti Múzeum)
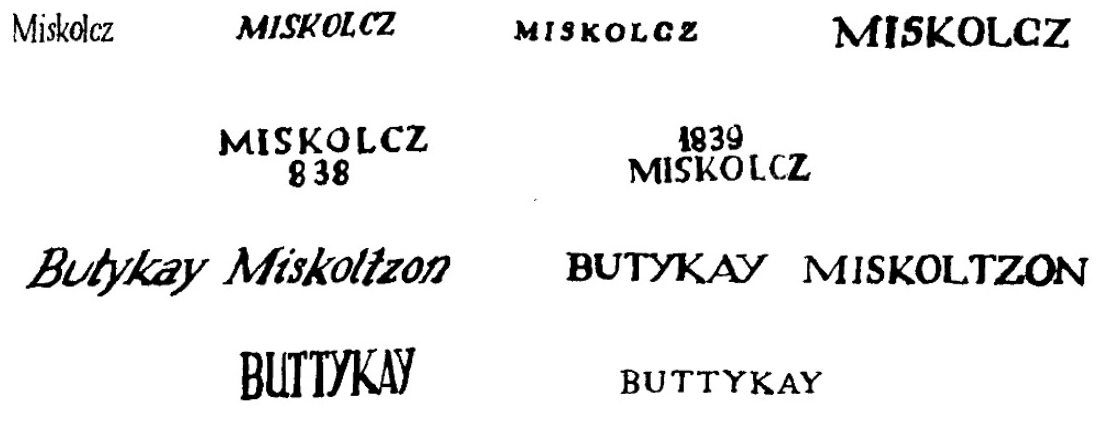
A Butykay-féle gyár jegyei
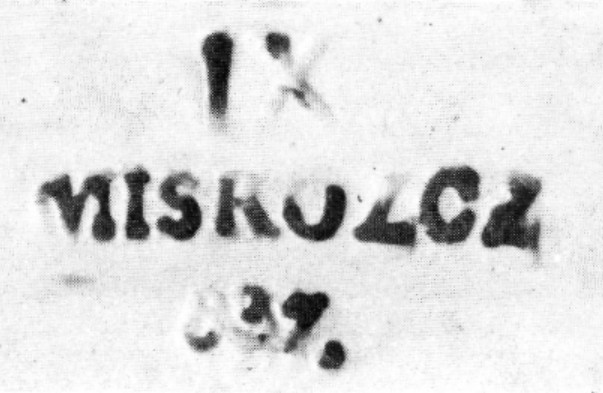
Benyomott kőedény jegy, 1837

### A második kőedénygyár
A Butykay József-féle vállalkozás csődje után Povovszky János, Butykay egyik kezese volt a zálogtulajdonos 1845 végéig. Povovszky János kereskedő volt, aki egy győri kereskedőcsalád tagjaként élt Miskolcon, 1831-től városi tanácsnok is volt. A termelés folyamatosan akadozott, a nehézségek miatt a fő szakember Hüttner József és néhány más mester is elhagyta a gyárat, és Apátfalvára költöztek, az ottani kőedénygyárban dolgoztak tovább. A gondokat fokozta, hogy a Szinván lévő masszamalmot az 1845. évi árvíz súlyosan megrongálta. Povovszky csődközelben volt, ezért elhatározta a gyár elárverezését. A hír a Pesti Hírlap 1844. július 14-ei és 18-ai számában jelent meg. Az árverezés nem történt meg, vagy nem volt sikeres. A csődöt 1945. február 1-jén mondta ki Miskolc város tanácsa. A város átmenetileg Szűcs Sámuelt, a neves  jogászt, helytörténészt nevezte ki a kőedénygyár tömeggondnokául. 1845 augusztusában Povovszky Butykaynak adott mintegy 20 000 forintnyi kölcsönét Barkassy Imre vette át, és 1845 végén már zálogjogon ő birtokolta a gyárat. 1848-ban Barkassynak is nehézségei adódtak, a szabadságharc helyi eseményei sem segítették a gyár működését, és gyakorlatilag megszűnt. Végül 1852-ben Mildner Alajos Ferenc tulajdonába került, aki ismét megpróbálkozott a porcelán- és kőedénygyár működtetésével. Szakmunkásokat toborzott, Stoy Flórián kőedény- és porcelánfestőt és további öt festőt is ekkor vettek fel. A következő évben már termelt az üzem, és a kőedények mellett – a leírások szerint – „kitűnő porczellánt” is készítettek benne. Furcsa érdekesség, hogy alig pár évvel a szabadságharc bukása után Mildner az edények jegyein a kétfejű császári sast szerepeltette. Fényes Elek leírása szerint „A kőedény gyárak közt legnagyszerűbb a miskolczi. Ez 42 rendes gyármunkást foglalatoskodtak s feldolgozzák évenként 2400 mázsa agyagot Tapolczáról, 600 mázsa tűzképes homokot Békésből, 160 mázsa kavicsot Kis-Győrből, 58 m kovaggot Kassáról”. 1862. augusztus 2-án tűz ütött ki a gyárban, a pusztítás azonban nem volt túlságosan nagy mértékű, pár lakóépület leégett. Mildner egy év múlva bezárta kőedénygyára kapuit, a berendezéseit eladta. Miskolc város ekkoriban keresett helyet a 10-es honvédek kaszárnyája számára, és Mildner felajánlotta üresen álló gyárépületeit erre a célra, ám a város a közelben lévő régi sörház épületét választotta. A feltételezések szerint Mindégh János itt próbálkozott kőedényüzeme felállításával, ám ha sikerült is, nem működhetett sokáig. A tulajdonos megpróbálta elárvereztetni a telket és a „gyárházakat”, végül 1867-ben szabadult meg a telephelytől, a városi szegényápolda számára adta el 6000 forintért az egykori gyárépületeket.

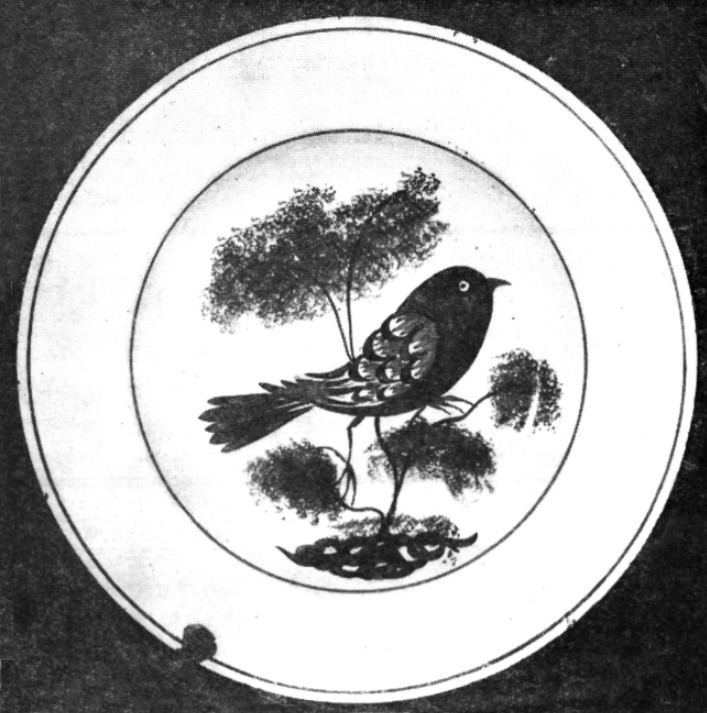
Kőedény tál, 1854
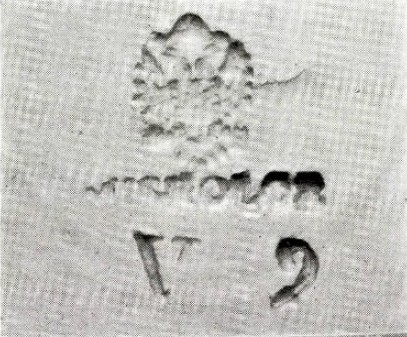
Sasos kőedény jegy, 1852
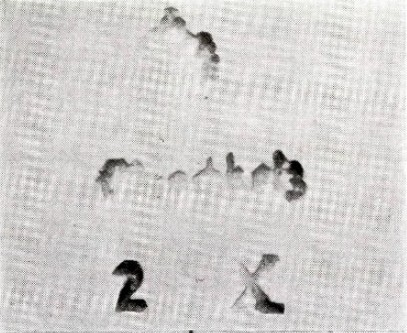
Sasos kőedény jegy, 1852

### A harmadik kőedénygyár
1862 és 1882 között nem volt Miskolcon porcelán- vagy kőedénygyártás. A harmadik miskolci kőedénygyár Koós Miksa miskolci kereskedő nevéhez fűződik. Koós Miksának üveg-, porcelán- és vegyeskereskedése volt a városban, a cég („Koós Soma és Miksa Sámuel ts Max Koós”) bejegyzése 1876. március 28-án történt meg a miskolci törvényszéken. A helyi lapokban Koós István aláírással (nyilvánvaló elírás, csakis Miksáról lehet szó) 1882. szeptember 30-án jelent meg a hír, hogy a Zsolcai kapu 5. szám alatt megnyitotta üveg- és porcelánfestő vállalkozását. Az üzem még két év múlva is csak „porczellán festőde” volt, „a sima és egészen fehér porczellán tárgyak megfestésével s az azt követő beégetésével” foglalkozott. Az üzem mindössze három helyiségből állt: az elsőben végezték a korongozást (a mester Herendről érkezett), a másodikban a festést és az égetést két kemencében. A tulajdonost azonban már foglalkoztatta a bővítés gondolata, a Borsodmegyei Lapok híradása szerint „gyárhelyiségét már ez évben teljesen átalakítandja, nagyobb szabású majolika és porczellán gyárat, s égető kemenczét építtet, hogy a nagyobbodó igényeknek is képes legyen megfelelni”. Koós Miksa kibővített gyára 1884-ben kezdte meg működését, amiről a Budapesti Látogatók Lapja rajzokkal illusztrált leírást közölt 1891-ben. A gyár egy évtizednyi működés után 130 000 forintnyi tőkével részvénytársasággá alakult Agyagipar Rt. néven, amelynek Koós Miksa volt az igazgatója. A részvénytársaság komoly befektetéssel korszerűsítette a termelést, modern gépei jelentős kapacitásbővülést biztosítottak. Koós azonban értékesítési problémák miatt 1896. május 1-jén lemondott tisztségéről. Kétéves pangás után, a részvényesek nyomására a termelés 1899. december 1-jén, 100 főnyi létszámmal újra elkezdődött, az új részvénytársaság 200 000 korona alaptőkével indította újra a céget. Ezt Koós Miksa már nem érte meg, mert 1899-ben, 49 éves korában elhunyt. Az értékesítési nehézségek azonban továbbra is fennálltak, az importáruk miatt erősen lecsökkent a hazai termékek iránti kereslet, és a kőedénygyár 1901-ben végleg beszüntette termelését. A piaci nehézségek mellett többen a város nem megfelelő hozzáállását is okolták a cég megszűnése miatt.

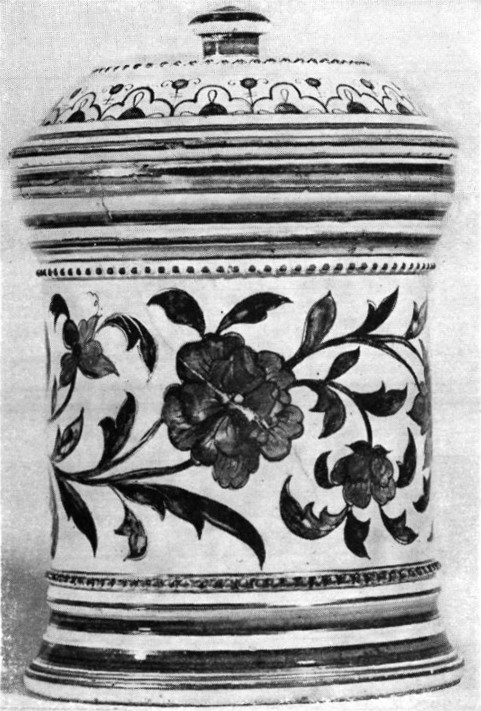
Kőedény sótartó, 1884-99
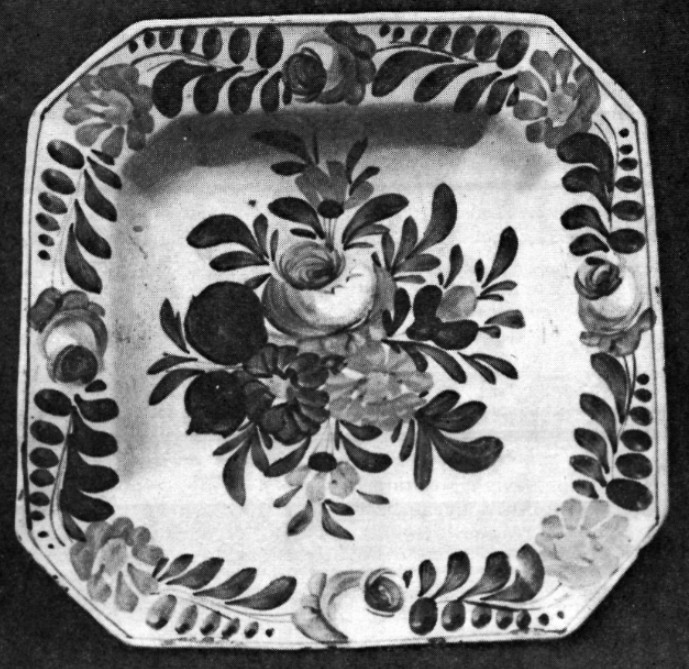
Kőedény szószos tál, 1899
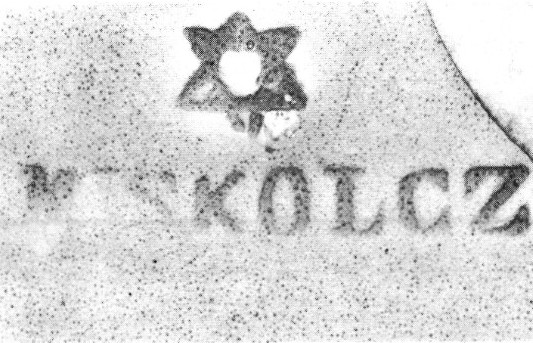
Kőedény jegy, 1885
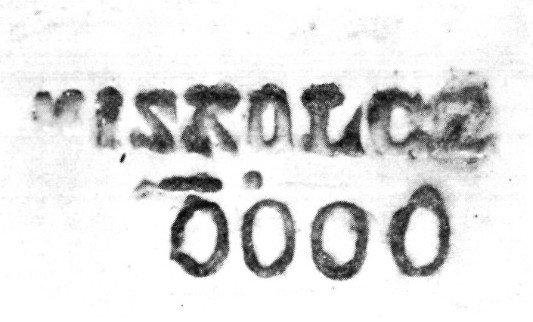
Kőedény jegy, 1890

### A negyedik kőedénygyár
A Koós Miksa alapította gyár, illetve részvénytársaság megszűnése után 17–18 évig nem volt kőedénygyártás Miskolcon. A Miskolci Gőztéglagyár Részvénytársaság 1918. január 19-én hozta létre Edény- és Kályhagyárát. Az Rt. igazgatósága, amelynek tagjai között volt Koós Soma, Koós Miska kőedénygyáros fivére is, a gyár igazgatójának, a létrehozással és működtetéssel kapcsolatos feladatok ellátására Túry Józsefet, az Erzsébet fürdő igazgatóját hívta meg, akinek családi hagyományok alapján voltak ismeretei a keramikussággal kapcsolatban. Az edénygyárat a hejőcsabai telephelyen hozták létre, a meglévő épületeket korszerűsítve alkalmassá tették a megváltozott feladatra, majd 1919-ben új épületet is emeltek az agyaggal és a mázakkal kapcsolatos kísérletek céljára. Alapanyagként a görömbölyi és a tapolcai agyagot használták, amihez kaolint, homokot és mészpátot kevertek. 1919-ben a trianoni megállapodás miatt az 1895-ben alapított ungvári Magyar Királyi Állami Agyagipari Szakiskola Miskolcra költözött (ez már korábban, Koós Miksa idején is tervbe volt véve), és az általuk, illetve a Pap János igazgató által hozott ismeretek hozzájárultak a gyár sikeres indulásához. Az 1920-as miskolci ipari kiállításon bemutatták termékeiket (tűzálló edényeket, dupla fedelű dohánytartókat, pálinkás-, mokkás-, kávés- és teáskészleteket stb., mintegy 500 darabot). Az edények nem a hagyományos kőedények voltak, hanem sárgásfehérre égett többféle alapanyag keveréke. Díszítésük inkább a fazekasedényekéhez hasonlított. A cikkek között volt korongozással készült termék is, de többségében öntéssel és préseléssel készítették gyártmányaikat. A fazekasárura és a díszárura eleinte vagy átlátszó, vagy fémoxidokkal színezett nyers mázakat használtak. A darabokat kézzel festett védjeggyel jelölték, ami az avasi templom tornyát és – Miskolcra utalva – egy M betűt ábrázolt. A gyártásban fontos szerepet töltött be ifjabb Túry József, az igazgató fia, aki az agyagipari iskola első végzett növendéke volt. Tervezett, festett, és üzemvezető volt három évig. Ezután külföldre ment, végül Amerikában ért el szakmai sikereket. A gyár vezetése felvette a kapcsolatot a miskolci művésztelep tagjaival. Meilinger Dezső, Nyitray Dániel, Nyilas Samu és Muhics Sándor is érdeklődött a kerámia iránt, kísérleteikkel, első darabjaikkal inspirálták a gyári tervezést is. A miskolci kőedény- és kályhagyár termékei Miskolcon kívül országszerte érdeklődést keltettek. Az árucikkeket Miskolcon a Széchenyi utcán lévő Pigay- és a Koós Soma-féle reprezentatív üzlet árusította, de vásározással és más módon is terjesztették az árut, a fővárosban Radványi István volt a fő forgalmazó. A sikeres menet az 1920-as évek második felében egyre lassult, előbb ifj. Túry József távozott, aztán meghalt a gyár szíve-lelke, Túry József igazgató, végül az Rt. is inkább más termékek gyártását helyezte előtérbe. A Miskolci Gőztéglagyár Edény- és Kályhagyára 1929-ben bezárta kapuit.